# Antaeotricha vacata
Antaeotricha vacata là một loài bướm đêm thuộc họ Oecophoridae. Nó là loài đặc hữu của Grenada và Trinidad.
Sải cánh dài 20–22 mm.